# إسحاق هالستيد ويليامسون
إسحاق هالستيد ويليامسون هو محامي وسياسي أمريكي، ولد في 27 سبتمبر 1767 في إليزابيث في الولايات المتحدة، وتوفي بنفس المكان في 10 يوليو 1844. نشط حزبياً في الحزب الديمقراطي. وقد انتخب عمدة إليزابيث، نيو جيرسي, نيوجيرسي ‏ (1830 – 1833) وانتخب عضو جمعية نيوجيرسي العامة ‏ وانتخب حاكم نيو جيرسي ‏ (6 فبراير 1817 – 30 أكتوبر 1829).